# The English Surgeon
The English Surgeon  (El cirujano inglés) es una película documental que se estrenó en el BFI London Film Festival en 2007. Se centra en el trabajo de Henry Marsh , un neurocirujano del Reino Unido , y sus esfuerzos para ayudar a pacientes desesperadamente enfermos en hospitales ucranianos .
Henry Marsh fue por primera vez a Kiev , Ucrania, en 1992 para dar conferencias, y se horrorizó cuando vio el sistema médico allí. Afirma que estaba tratando a pacientes con complicaciones médicas que no se habían visto en el Reino Unido durante más de 60 o 70 años. Cuando ofreció su ayuda, le dijeron que no sería más que “una gota de agua en el océano” a menos que cambiara todo el sistema de atención médica. Decidiendo hacer lo que pudiera, comenzó a capacitar a médicos locales en procedimientos quirúrgicos, trayendo equipos del Reino Unido y realizando cirugías sin cargo. Junto con su colega ucraniano, el Dr. Igor Kurilets, trató a muchos pacientes a quienes se les había dicho que no tenían esperanza de sobrevivir, a pesar de los problemas políticos que surgieron.
La película fue ganadora del premio Emmy de Noticias y Documentales en 2010.

## Premios y nominaciones
- Premio SilverDocs Sterling World Feature Award 2008.[3]
- Premio Emmy a la programación destacada de ciencia y tecnología 2010[4]